# Chlorolestes tessellatus
Chlorolestes tessellatus är en trollsländeart som först beskrevs av Hermann Burmeister 1839.  Chlorolestes tessellatus ingår i släktet Chlorolestes och familjen Synlestidae. IUCN kategoriserar arten globalt som livskraftig. Inga underarter finns listade i Catalogue of Life.